# 平岡清司
平岡 清司（ひらおか きよし、1963年〈昭和38年〉9月20日 - ）は、日本の政治家。奈良県五條市長（1期）、元五條市議会議員（3期）。

## 来歴
奈良県五條市生まれ。大阪工業大学高等学校（現・常翔学園中学校・高等学校）卒。卒業後は五條市内の国民宿舎に勤務し、その後、刺しゅう業、中古車修理販売店、損害保険業などに従事する。2011年の紀伊半島水害では消防団員として出動した経験も持つ。
2013年、五條市議会議員に初当選。以来3期務める。
3期目途中の2022年9月29日、翌年4月に行われる五條市長選挙に立候補を表明する。
2023年の五條市長選挙に立候補し、元市議を破って初当選した。